# 佐洛包克绍
佐洛包克绍（匈牙利語：Zalabaksa）是匈牙利佐洛州所辖的一个村，总面积16.10平方公里，总人口642，人口密度39.9人/平方公里（2010年1月1日）。